# Водоснабдяване и канализация – Търговище
Водоснабдяване и канализация – Търговище (или ВиК – Търговище) е българско държавно предприятие със седалище в град Търговище, на адрес: бул. „29-ти Януари“ № 3. То експлоатира публичната водоснабдителна и канализационна инфраструктура в област Търговище.

## История
През 1898 г. е извършено първото каптиране на вода и довеждането й до градската градина в Ески Джумая (днес Търговище), на 14 юли за градски инженер е назначен Паул (Пол) Фурлани от Цариград, който изработва проекта за водохващането и водопровода от извори край града до градската градина. На 16 ноември са доставени тръбите за водопровода и през същата 1898 г. проектът е осъществен.
През 1904 г. е одобрен проект на инж. Станишев – „Проект за водоснабдяването на Ески Джумая“, и е реализиран през 1905 г. Каптирани са изворите в местностите „Калинова“ и „Долапите“. На 16 ноември 1905 г. с водосвет в градската градина, официално е отпразнувано завършването на водопроводната мрежа.
При катастрофалното наводнение на 6 юли 1914 г. се разрушава значителна част от градския водопровод. На 3 януари 1915 г. Общинският съвет гласува допълнителен бюджет за поправка на водопроводната мрежа, водохващане на нови извори от местностите край града – „Калинова“, „Дишпудак“ и „Драката“. От община Варна са доставени нови чешми система „Боб Райтер“ със затварящи се кранове.
През 1924 – 1930 г., по линия на трудовата повинност са каптирани нови извори в местностите „Дишпудак“, „Шалдърван“ и „Синя вода“. Правят се 5 нови отклонения от централния водопровод.
През 1940 – 1944 г., с питейна вода е снабдена и железопътната гара. С трудовото и финансово участието на всички граждани е направен каптаж на нови водоизточници и е изграден нов водопровод, който водоснабдява цялата източна част на Търговище (по протежението на ул. „Кюстенджа“).
Утвърждава се план за градската канализация. В централната част на града са положени 12761 метра нови водопроводни тръби, съгласно техническия проект за водоснабдяването на Търговище. До 1951 г. поддръжката и разширението на водопроводната мрежа е на пряко подчинение на община Търговище. На 1 април 1951 г. тази дейност е предадена на Стопанско предприятие „Комунални услуги“ – Търговище. От 1 април 1959 г. се създава се Дирекция „Водоснабдяване и канализация“ при Окръжен народен съвет.
През 1960 – 1971 г. е изградена канализацията на централната част на града – 7775 метра. С Разпореждане на МС № 468 от 24 юни 1965 г. се създава Окръжно стопанско предприятие „Водоснабдяване и канализация“ – Търговище, което от 1971 г. се преобразува в Стопанска дирекция „Водоснабдяване и канализация“ – клон Търговище.
През 1973 г. започва строителството на обект „Реконструкция на вътрешната водопроводна мрежа“. Съществен обрат при разрешаването на тъй наречения „воден проблем“ настъпва през 1973 г. На правителствено ниво се обсъжда проект за водоснабдяване на селищата от язовири, което предполага изграждане на пречиствателни станции. На 9 май 1973 г. завършват с успех водените преговори между община Търговище и Църковното настоятелство при храм „Св. Иван Рилски“ за предоставяне на средствата, дарени от Митрополит Андрей Нюйоркски за реконструкция на храма, на Община Търговище за финансиране изграждането на озонаторната станция за питейна вода. В замяна Общинският народен съвет – Търговище се задължава да финансира преустройството на църквата. Започва изграждането на водопровода от язовир „Тича“. Към 31 август 1978 г. водоснабдяването на града се осъществява по два начина – помпажно и гравитачно от 7 водоизточника, които поддържат града в продължение на 4-5 часа. В същото време почти са завършени обектите „Промишлено и питейно водоснабдяване от язовир „Тича“ и „Микрофилтрационна озонаторна станция“. На 22 март 1979 г. става официалното им откриване.
През 1989 г. се създава общинската фирма „Водоснабдяване и канализация – Търговище“. През месец октомври 1991 г. общинската фирма е преобразувана в еднолично дружество с ограничена отговорност „Водоснабдяване и канализация“, което на 20 декември 1997 г. е пререгистрирано в дружество с ограничена отговорност „Водоснабдяване и канализация – Търговище“, което развива дейност в общините: Търговище, Омуртаг и Антоново.

## Директори
- Теодор Гяуров (от 2013 г.)[3]